# Pirón (comida)

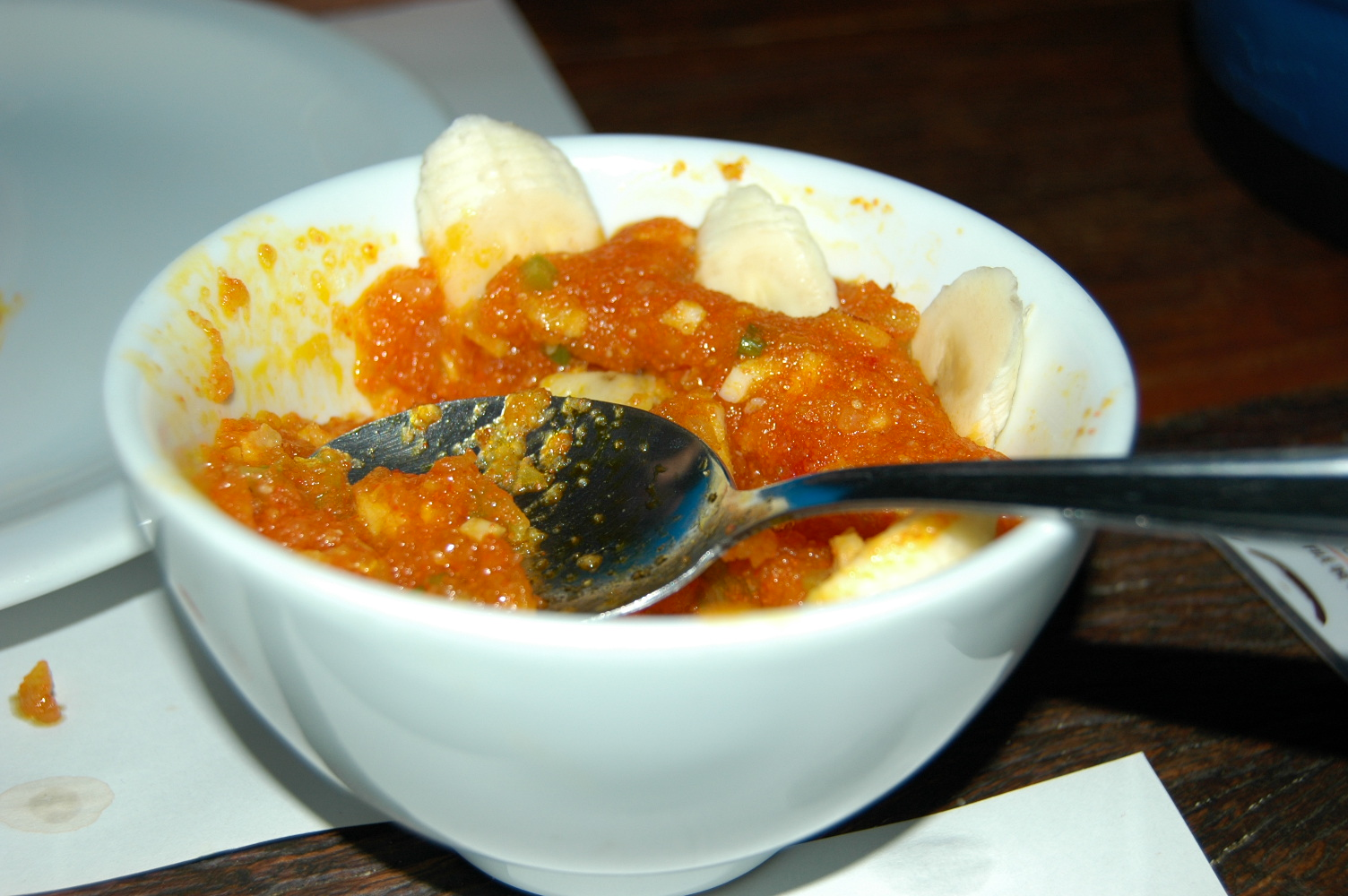
Pirão con plátano.

El pirón (en portugués, pirão; en guaraní paraguayo, pirõ; del tupí mindipi'rõ, ‘ensopado’) o es un plato tradicional de las cocinas , brasileña, uruguaya, paraguaya, argentina y angoleña hecho a base de harina de mandioca. Es originario de la cocina de los indígenas brasileños.
El pirón es una papilla de harina de yuca o mandioca hecha mezclando ésta con agua o caldo caliente. En Brasil, el pirão puede prepararse con distintos tipos de caldos. El más común se hace con una mezcla de harina de yuca y agua en la que se ha cocido pescado, como puede ser el de la moqueca,formando una papilla viscosa que se toma como acompañamiento del plato principal. 
Esta comida, es también consumida de forma tradicional en el noreste de Argentina (especialmente en el norte de Entre Ríos, centro y este de Corrientes y este de Misiones), en parte de Paraguay y en el interior de Uruguay. En estos tres países, a la "harina de mandioca desalmidonada" se le llama "fariña". Consiste en mezclar la mencionada fariña de mandioca con el caldo gordo del puchero, un poco de cebolla picada y sal.
Otros tipos de pirón son:
- pirão de caldo de frijoles (feijão);
- pirão de camarones (camarão);
- pirão de carne;
- pirão de arracacha (mandioquinha);
- pirão de legumbre (legumes).